# Boryspilska (metrostation)
Boryspilska (Oekraïens: Бориспільська, ⓘ) is een station van de metro van Kiev. Het station werd geopend op 23 augustus 2005 en is het zuidoostelijke eindpunt van de Syretsko-Petsjerska-lijn. Het metrostation bevindt zich onder het Charkivska plosjtsja (Charkovplein) in de wijk Tsjervonyj choetir, aan de rand van de stad op de linkeroever van de Dnjepr. Zijn naam dankt station Boryspilska aan de Boryspilske sjose (Boryspilweg), een hoofdweg die vanaf het Charkivska plosjtsja naar het oosten loopt.
Het station is ondiep gelegen en bestaat uit één gewelfde ruimte waarin zich zowel het perron als de oostelijke lokettenhal bevindt. De vloeren zijn afgewerkt met grijs en rood graniet. In een strook op de wanden langs de sporen en boven de westelijke uitgang is een blauw mozaïek aangebracht. De lokettenhallen zijn verbonden met voetgangerstunnels onder de noordzijde van het Charkivska plosjtsja. De bovengrondse toegangen zijn overdekt met glazen paviljoens. Boryspilska was het eerste station van de Kievse metro dat werd uitgerust met liften.